# Oecus

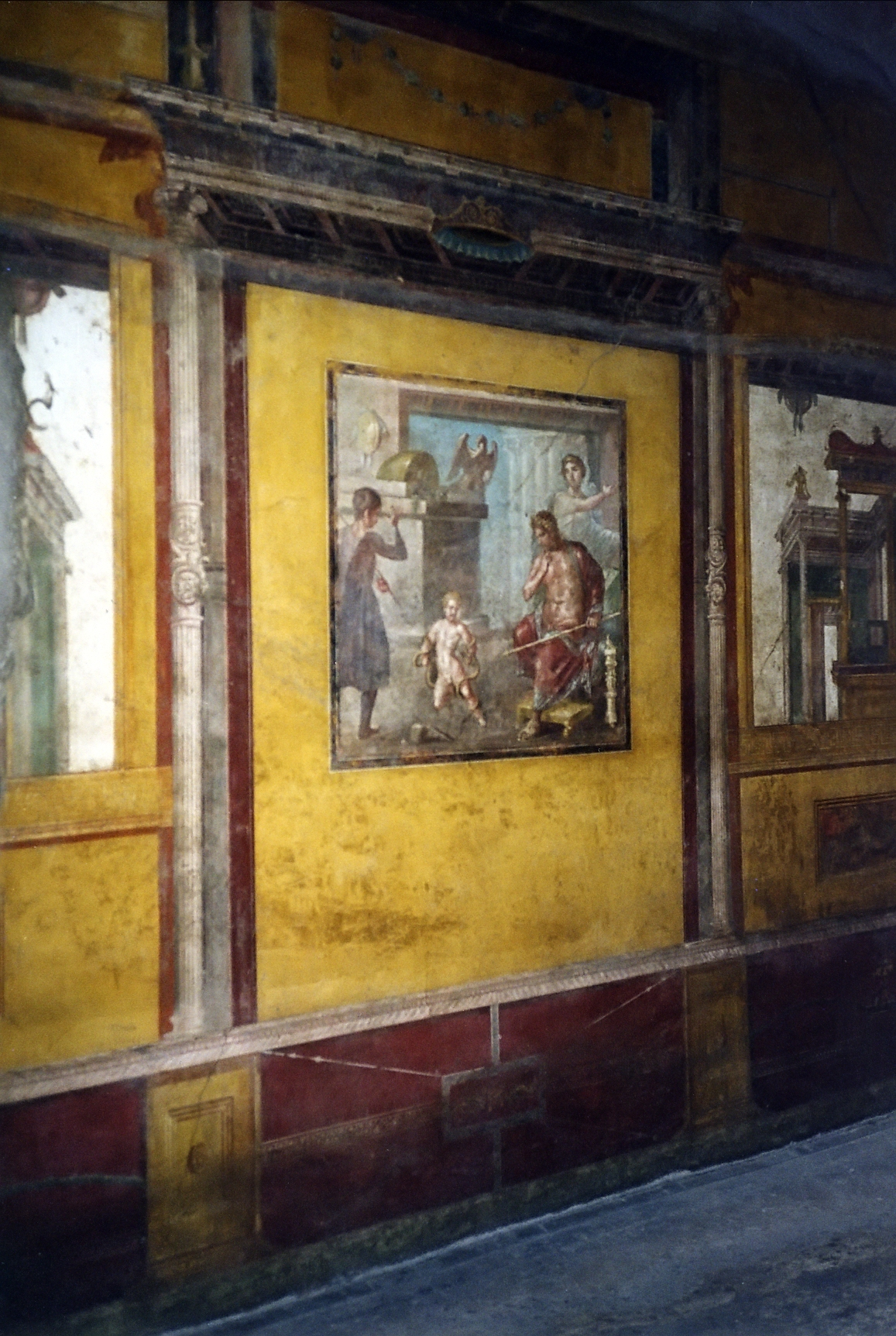
Frescos del oecus triclinium de la Casa de los Vettii en Pompeya.

El oecus (palabra latina que significa 'gran sala', del griego οἶκος, 'casa', 'habitación') es una gran sala de la casa romana, que se encuentra usualmente entre el atrium y un peristilo con vistas a un jardín y solía hacer pareja con el tablinum.
Vitruvio utilizaba el término para referirse a la sala principal o vestíbulo de una casa romana, que era utilizado en ocasiones como triclinium para banquetes.
Cuando era de gran tamaño se necesitaban columnas para soportar su cubierta. De esta manera, para Vitruvio, el oecus tetrastilus tenía cuatro columnas, el oecus "corintio" tenía una fila de columnas a cada lado que dividía la sala en naves, soportando la cubierta abovedada o con casetones. El oecus aegyptius (egipcio) tenía una planta similar, pero las naves laterales tienen menor altura, para que las ventanas abiertas en el desnivel permitan el paso de la luz a la habitación, que, como dice Vitruvio, presenta más el aspecto de una basílica que el de un triclinium. Por último, Vitruvio habla del oecus cyzicenus, orientado al norte, con dos ventanas al exterior para permitir el paso de la luz.
En las excavaciones arqueológicas de las casas romanas se le identifica por su tamaño, más amplio que los dormitorios y la presencia de una decoración interior.